# Donald Wills Douglas

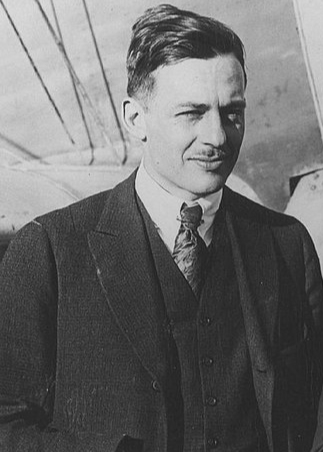
Donald Wills Douglas

Donald Wills Douglas (* 6. April 1892 in Brooklyn, New York; † 1. Februar 1981 in Palm Springs, Kalifornien) war ein US-amerikanischer Flugzeugbauer. Sein von 1921 bis 1967 bestehendes Unternehmen, die Douglas Aircraft Company, war einer der erfolgreichsten Flugzeughersteller. Seine bekanntesten Entwürfe waren die DC-Reihe, die sich allesamt als sehr zäh und langlebig erwiesen. Daraus hervorzuheben ist die Douglas DC-3 / C-47, eines der meistgebauten Flugzeuge.

## Die frühen Jahre
Donald Wills Douglas wurde 1892 als zweiter Sohn eines Bankangestellten in New York geboren. Während seiner Schullaufbahn strebte er danach, in die US Naval Academy in Annapolis aufgenommen zu werden. 1909, kurz bevor er in die Akademie eintrat, sah er Orville Wright bei Flugversuchen in Fort Myer, Virginia. Seitdem war er von der Luftfahrt begeistert. 1912 beendete Douglas die US Naval Academy und besuchte das Massachusetts Institute of Technology (MIT), wo er 1914 seinen Abschluss erreichte. 1915 wurde er Berater der Connecticut Aircraft Company. Kurz danach wechselte er als Ingenieur zur Glenn L. Martin Company nach Los Angeles. Nach einer kurzen Zeit in Ohio zog Douglas 1920 erneut nach Kalifornien. Zu diesem Zeitpunkt belief sich Douglas’ Vermögen auf ganze 600 US$.

## Die Davis-Douglas Company
Douglas gründete 1920 im Hinterzimmer eines Friseursalons in Santa Monica zusammen mit dem Millionär David R. Davis die Davis-Douglas Company. Dabei stellte Davis das Kapital in Höhe von 40 000 US$ zur Verfügung, während das Know-how von Douglas kommen sollte. Ihr erster Entwurf war das Postflugzeug Davis-Douglas Cloudster. Obwohl sich der Bekanntheitsgrad und der kommerzielle Erfolg dieses Flugzeugmusters in Grenzen hielt, kann die Cloudster einen festen Platz in den Annalen der Luftfahrt für sich beanspruchen: Sie war das erste Flugzeug, welches mehr Nutzlast transportieren konnte als es selbst wog. Das junge Unternehmen erhielt im April 1921 einen Auftrag für drei aus der Cloudster entwickelte Bomber, aber Davis hatte kein Interesse an diesem Projekt und stieg aus dem Unternehmen aus.

## Die Douglas Aircraft Company
Donald Douglas schaute sich nach neuen Geldgebern um und fand diese in einigen kalifornischen Geschäftsmännern, so dass im Juli 1921 aus dem Rest der Davis-Douglas Company die Douglas Company gegründet wurde. Im Jahre 1924 schaffte es Donald Wills Douglas mit drei Maschinen das erste Mal die Erde zu umkreisen. Die Umrundung dauerte fünfeinhalb Monate, die Maschinen erhielten den Namen World Cruisers. 1928 wurde das Unternehmen in Douglas Aircraft Company umbenannt.
Nach dem Unfall einer Fokker F-10 der TWA wurden in den USA die Gesetze zur Wartung von Holzflugzeugen so verschärft, dass ein wirtschaftlicher Verkehr kaum noch möglich war. Boeing präsentierte daraufhin den Entwurf eines neuen Ganzmetallflugzeuges, welches von United Airlines bestellt wurde. Aufgrund eines Vertrages, der der United Airlines eine fast zwei Jahre dauernde Monopolstellung für die neue Boeing 247 garantierte, sahen sich die anderen Fluggesellschaften in Zugzwang. TWA schrieb mehrere Hersteller an, Entwürfe für ein Konkurrenzprodukt einzusenden. Douglas, bis dahin ohne Erfahrung mit Passagierflugzeugen, nahm die Herausforderung an und präsentierte die Douglas Commercial 1, kurz: Douglas DC-1.
Die DC-1 galt als revolutionär und war der Boeing 247 mehr als ebenbürtig. Die zweimotorige Maschine (TWA hatte ursprünglich ein dreimotoriges Flugzeug gefordert) überzeugte TWA und so bestellte die Airline das Flugzeug vom Reißbrett weg. Das Flugzeug ging als leicht vergrößerte Douglas DC-2 in Serie. Die Weiterentwicklung DC-3 von 1935 war es jedoch, die Douglas endgültig in den Olymp der großen Hersteller hievte. Sein Unternehmen sollte den Markt für Verkehrsflugzeuge bis in die 1950er Jahre beherrschen.
1939 entwarfen Douglas und sein Team ein großes Transportflugzeug, was jedoch von den Airlines mit Ausbruch des Zweiten Weltkrieges nicht mehr benötigt wurde. Aus diesem Flugzeug entstand zunächst die verkleinerte DC-4 „Skymaster“ sowie später die DC-6 und DC-7, die zu den letzten großen Kolbenmotorflugzeugen gehörten.
Mit dem Jet-Zeitalter wendete sich das Blatt für Douglas. Boeings neuer Jet, die Dash 80 von 1954, zog das Interesse der Fluggesellschaften weltweit an. Douglas konnte zwar 1958 mit etwas Verspätung ein Gegenprodukt präsentieren, verlor aber die Marktführung an Boeing. Trotzdem gelang dem alten Donald Douglas mit der Douglas DC-8 ein neuer Meilenstein in der Geschichte der Zivilluftfahrt: Es war das erste Verkehrsflugzeug, welches – neun Jahre vor der Concorde und der Tupolew Tu-144 – die Schallmauer durchbrach.
In den 1960er Jahren wollte Douglas krampfhaft die Marktführerschaft zurückerobern. Sein Unternehmen investierte Unsummen von Geld in Weiterentwicklungen der DC-8 und in einen neuen Kurzstreckenjet, die DC-9 (1965). Auch ein neues Großraumflugzeug (aus diesem Projekt entstand später die DC-10) war geplant. Jedoch schlitterte Douglas dadurch in den Ruin und so wurde sein Unternehmen 1967 von der McDonnell Aircraft Corporation aufgekauft. Douglas blieb Ehrenvorstandsmitglied des neuen Unternehmens McDonnell Douglas.

## Der Mensch Donald Douglas
Donald Wills Douglas betrachtete sich selbst als Visionär. Sein Traum war es, die Länder der Welt durch die Luftfahrt näher zu bringen. Auch wenn Douglas eine Reihe von Post- und Militärflugzeugen entwarf, hing sein Herz jedoch an seiner DC-Reihe, mit der er einen kleinen Beitrag zu seinem Traum leisten konnte. Der Hersteller galt zeit seines Lebens als bodenständiger Familienmensch und Hundefreund. Sein Sohn Donald junior folgte ihm bei der Douglas Aircraft Company ins Amt der Geschäftsleitung.
Douglas starb im Alter von 88 Jahren in Palm Springs (Kalifornien). Seine Asche wurde über dem Pazifik verstreut.